# Bautismo en el nombre de Jesús
la doctrina de la unicidad  que el bautismo debe realizarse "en el nombre de Jesucristo," en lugar de utilizar la fórmula Trinitaria "en el nombre del Padre, y del Hijo, y del Espíritu Santo." Se asocia más comúnmente con la Cristología de la Unicidad y el movimiento del Pentecostalismo unicitario; sin embargo, algunos trinitarios también bautizan en el nombre de Jesús y lo interpretan como en la autoridad del nombre de Jesús que la mayor parte de la Cristiandad de la corriente principal justifica como referencia a la existencia de una deidad cristiana trinitaria a tra| vés de la Gran Comisión entre otros preceptos como instancias en el Antiguo Testamento.

## Historia

### Cristianismo primitivo
Los primeros bautismos en el cristianismo primitivo se registran en los Hechos de los Apóstoles.  Hechos 2 registra al apóstol Pedro, en el día de Pentecostés, predicando a las multitudes que "se arrepientan y se bauticen en el nombre de Jesucristo para la remisión (o perdón) de los pecados" (Hechos 2:38). Otros registros detallados de bautismos en Hechos muestran a los primeros apóstoles bautizando en el nombre de Jesús. El Apóstol Pablo también se refiere al bautismo en Cristo Jesús.
Según el teólogo de la Unidad David K. Bernard, la fórmula trinitaria de Mateo 28:19 se popularizó con el tiempo. Por otro lado, la Didache, un manual eclesiástico que data del siglo I, ordena que el bautismo se haga "en el nombre del Padre y del Hijo y del Espíritu Santo", según la Gran Comisión, aunque la instrucción  eucarística dice pero que nadie coma ni beba de vuestra Eucaristía sino los que han sido bautizados en el Nombre del Señor. Esto, según los pentecostales de la Unidad, podría ser una referencia al bautismo en el "nombre de Jesús" de principios de siglo, en contra de la fórmula trinitaria interpretada a menudo como según la autoridad de Jesús.

### Cristianismo moderno
Charles Parham, una de las figuras centrales en el desarrollo y la difusión temprana del pentecostalismo estadounidense, consta que bautizó a nuevos creyentes en el nombre de Jesús durante el avivamiento de la calle Azusa. La controversia ocurrió cuando R.E. McAlister predicó justo antes de un servicio bautismal que se llevaría a cabo en la Reunión del Campamento de la Fe Apostólica Mundial celebrada en Arroyo Seco (Los  Ángeles), California. Predicó que los pastores debían dejar de bautizar en el nombre del Padre, del Hijo y del Espíritu Santo, y sólo bautizar en el nombre de Jesús porque eso era lo que hacía el Iglesia Primitiva; esto se conoció como La Nueva Cuestión. En 1914, un año después de que McAlister diera su sermón sobre el bautismo, Frank Ewart y Glenn Cook se rebautizaron mutuamente en el nombre de Jesús. Esto llevó a un número de adherentes a un reexamen de la doctrina de la Trinidad, dando a luz el Pentecostalismo unicitario.

## Teología
La mayoría de los seguidores de la doctrina del nombre de Jesús afirman que el bautismo en el nombre de Jesús es el método adecuado, y la mayoría (pero no todos) consideran que el bautismo "en el nombre del Padre, y del Hijo, y del Espíritu Santo" no es válido porque Padre, Hijo y Espíritu Santo no son nombres sino títulos. Alternativamente, el nombre del Hijo es Jesús, por lo que se argumenta que debería usarse el nombre Jesús; Jesús es el nombre del Hijo, y podría decirse que también es el nombre del Padre y del Espíritu Santo.
Hay un número de antitrinitarios eruditos que afirman que el desarrollo del bautismo "en el nombre del Padre, y del Hijo, y del Espíritu Santo" es una interpolación y corrupción posterior a la Era Apostólica y que la cláusula "trinitaria" en Mateo 28:19 fue añadida en el siglo II/III. Citan como prueba que no existe ningún registro en el Nuevo Testamento de alguien que haya sido bautizado con la fórmula trinitaria, utilizando la interpretación literal. Aunque este punto de vista apoya a los que bautizan en el nombre de Jesús, este punto no es muy discutido. Los que asumen la autenticidad de Mateo 28:19, explican que el mandamiento se cumple correctamente bautizando "en el nombre de Jesucristo."

## Puntos de vista
Las opiniones de la  corriente principal del cristianismo sobre el bautismo en el nombre de Jesús son variadas. La Iglesia Católica afirma que sólo los bautismos trinitarios son válidos. Aunque considera aceptables otras fórmulas bautismales, ya que fueron aceptadas por teólogos del pasado, el requisito clave es que el bautismo debe haber sido realizado por una iglesia que (o, una persona que) crea en la Trinidad. El Papa Nicolás I escribió a los búlgaros que una persona no debe ser rebautizada que ya ha sido bautizada "en el nombre de la Santísima Trinidad o en el nombre de Cristo solamente".
Martín Lutero en su On the Babylonian Captivity of the Church califica de "pedantería" los desacuerdos sobre la formulación del bautismo, argumentando que el bautismo "salva verdaderamente de cualquier forma que se administre, con tal de que no se administre en nombre del hombre, sino en nombre del Señor." Sobre los bautismos específicamente en el nombre de Jesús, Luthor señala que "es seguro que los apóstoles usaban esta fórmula al bautizar, como leemos en los Hechos de los Apóstoles", citando Hechos 2:38; 10:48; y 19:5. Entre otros cristianos trinitarios o de la corriente principal (específicamente Protestantes), The Baptist Standard Confession of 1660 declara válidos los bautismos en el nombre de "Jesucristo" (ambas declaraciones de Lutero y bautistas anteriores a los fundamentos teológicos pentecostales unicitarios como trinitarios, por su comprensión sobre la autoridad de Jesús en contraste con la teología unicitaria).

## Adherentes notables
- Todos los Pentecostales de la Unicidad, que se adhieren a una visión no trinitarista de la Deidad, bautizan usando el nombre de Jesucristo para la remisión de los pecados de un creyente que se confiesa.[25]